# Gefahrgutbeauftragter
Sobald ein Unternehmen an der Beförderung von Gefahrgut beteiligt ist und ihm Pflichten als Beteiligter in der Gefahrgutverordnung Straße, Eisenbahn und Binnenschifffahrt oder in der Gefahrgutverordnung See zugewiesen sind, muss es mindestens einen Gefahrgutbeauftragten (Sicherheitsberater) für die Beförderung gefährlicher Güter schriftlich bestellen. Diese Pflicht ergibt sich für Deutschland aus § 3 Abs. 1 Nr. 14 des Gefahrgutbeförderungsgesetz (GGBefG) i. V. m. § 3 der Gefahrgutbeauftragtenverordnung (GbV), für Österreich aus § 11 Gefahrgutbeförderungsgesetz (GGBG) und für die Schweiz aus Art. 4 der Gefahrgutbeauftragtenverordnung (GGBV).

## Aufgaben
Der Gefahrgutbeauftragte hat unter der Verantwortung des Unternehmers oder Inhabers eines Betriebes im Wesentlichen die Aufgabe, im Rahmen der betroffenen Tätigkeit des Unternehmens oder Betriebes nach Mitteln und Wegen zu suchen und Maßnahmen zu veranlassen, die die Einhaltung der Vorschriften zur Beförderung gefährlicher Güter für den jeweiligen Verkehrsträger erleichtern. Er hat auf Grund seiner Funktion keine Weisungsbefugnis. Er ist vielmehr ein „Berater“ des Unternehmers. Weiterhin überwacht er alle Vorgänge die mit der Abwicklung der Gefahrguttransporte einhergehen. Er ist gemäß GbV verpflichtet hierüber Aufzeichnungen zu fertigen, die fünf Jahre aufzubewahren und den zuständigen Überwachungsbehörden bei Bedarf zur Prüfung vorzulegen sind. Ferner hat er einen Jahresbericht zu fertigen.
Im Einzelnen hat der Gefahrgutbeauftragte folgende Aufgaben (§ 8 GbV, bis 1. September 2011 Anlage 1 GbV):
- Überwachung der Einhaltung der Gefahrgutvorschriften
- unverzügliche Anzeige von Mängeln / Fehlern, die die Sicherheit der Gefahrgutbeförderung beeinträchtigen können, an den Unternehmer / Betriebsinhaber
- Beratung des Unternehmens bei allen Fragen in Zusammenhang mit der Gefahrgutbeförderung
- Erstellung eines Gefahrgutjahresberichtes (innerhalb eines halben Jahres nach Ablauf des Geschäftsjahres) mit allen nötigen Angaben
- Sicherstellung, dass im Falle eines schwereren Unfalls mit Gefahrgut ein Unfallbericht erstellt wird
- Überprüfung des Vorgehens des Unternehmens hinsichtlich verschiedener Tätigkeiten (Kenntnis des Vorschriften zur Identifizierung des Gefahrgutes, Vorgehen beim Kauf von neuen Beförderungsmitteln, Schulung der Arbeitnehmer)

## Personenkreis
Die Funktion des Gefahrgutbeauftragten kann wahrgenommen werden (§ 3 GbV, bis 1. September 2011 § 1 GbV):
- von einem Mitarbeiter des Unternehmens / Betriebes, der auch andere Aufgaben übernimmt (Doppelbeschäftigung)
- von einer dem Unternehmen / Betrieb nicht angehörenden Person
- von Unternehmen / Betriebsinhaber selbst (hier ist keine schriftl. Bestellung nötig)

Als Gefahrgutbeauftragter darf nur tätig werden, wer Inhaber eines für den entsprechenden Verkehrsträger gültigen Schulungsnachweises ist. Dieser wird von der Industrie- und Handelskammer nach Absolvierung eines speziellen Grundlehrganges und bestandener Prüfung ausgestellt. Dieser Schulungsnachweis gilt 5 Jahre und kann durch das Bestehen einer Prüfung im letzten Jahr vor Ablauf verlängert werden.
Genaue Informationen zu diesen Schulungen finden sich in den §§ 4 bis 6 GbV. In Österreich kann diese Prüfung und den Ausweis jede vom Staat autorisierte Institution durchführen und ausstellen.

## Ausnahmefälle
Unter folgenden Bedingungen muss kein Gefahrgutbeauftragter bestellt werden (§ 2 GbV, bis 1. September 2011 § 1b GbV):
- Tätigkeit auf freigestellte Beförderungen gefährlicher Güter (verkehrsträgerunabhängig) beschränkt
- Beförderung lediglich in begrenzten Mengen
- Beförderung lediglich in freigestellten Mengen
- Beförderung im Kalenderjahr auf maximal 50 Tonnen netto gefährliche Güter für den Eigenbedarf in Erfüllung betrieblicher Aufgaben (radioaktive Stoffe nur UN-Nummern 2908 bis 2911)
- lediglich Herstellung von Verpackungen, Großpackmitteln (Intermediate Bulk Container, IBC), Tanks
- wenn das Unternehmen lediglich Auftraggeber des Absenders ist und maximal 50 Tonnen netto pro Kalenderjahr befördert werden (gilt nicht für radioaktives Gefahrgut und Stoffe der Beförderungskategorie 0)
- wenn das Unternehmen ausschließlich als Entlader an der Beförderung gefährlicher Güter von nicht mehr als 50 Tonnen netto pro Kalenderjahr beteiligt ist.

Diese Befreiungen dürfen auch nebeneinander in Anspruch genommen werden.
In allen anderen Fällen als den oben genannten ist mindestens ein Gefahrgutbeauftragter zu bestellen.

## Unternehmerpflichten
Er darf den Gefahrgutbeauftragten wegen Erfüllung der ihm übertragenen Aufgaben nicht benachteiligen. Der Unternehmer muss prüfen, ob der Gefahrgutbeauftragte den benötigten Schulungsnachweis besitzt. Er muss weiterhin sicherstellen, dass der Gefahrgutbeauftragte alle zur Wahrnehmung seiner Aufgaben nötigen Auskünfte, Unterlagen und Mittel erhält. Der Gefahrgutbeauftragte muss jederzeit Vorschläge, Hinweise, Kritik und Bedenken gegenüber dem Unternehmer äußern dürfen (§ 9 GbV, bis 1. September 2011 § 7 GbV).

## Abgrenzung zur Beauftragten Person Gefahrgut
Beauftragte Person Gefahrgut (BPG) sind Personen, die im Auftrag des Unternehmers oder Betriebsinhabers in eigener Verantwortung deren Pflichten nach den Gefahrgutvorschriften zu erfüllen haben. Zum Unterschied zwischen dem Gefahrgutbeauftragten und der Beauftragten Person Gefahrgut siehe z. B. hier: oder (zur Frage der Schulung) hier:
Auch beim THW gibt es bei der Schnelleinsatzeinheit Logistikabwicklung im Lufttransportfall eine „Beauftragte Person Gefahrgut“.
Der Begriff der „Beauftragten Person“ ist historisch gewachsen und wurde in der GbV vor 2011 in § 1a Nr. 5 GbV definiert und die Voraussetzungen zur Beauftragung in § 6 GbV unter der Überschrift „sonstige Schulungen“ aufgestellt. In den Regelwerken ist die „Beauftragte Person“ mit der Novellierung der GbV vom 25. Februar 2011 durch den Begriff der „an der Beförderung Beteiligten Person“ nach Abschnitt 8.2.3 ADR ersetzt worden. Dieser Personenkreis muss über die Unterweisungen nach Kapitel 1.3 ADR/RID/ADN/IMDG-Code qualifiziert werden. Um weiterhin die Pflichten als Unternehmer an eine andere Person zu delegieren, muss entsprechend nach § 9 OWiG vorgegangen werden.